# Кокс, Джек (футболист)
Джон То́мас Кокс (англ. John Thomas Cox), более известный как Джек Кокс (англ. Jack Cox; 21 декабря 1877 — 11 ноября 1955) — английский футболист, крайний нападающий. Выступал за клубы «Блэкпул» и «Ливерпуль», а также за национальную сборную Англии.

## Клубная карьера
Уроженец Ливерпуля, Кокс начал футбольную карьеру в любительских клубах «Саут-Шор Стандард» и «Саут-Шор». В 1897 году стал игроком клуба «Блэкпул». 2 октября 1897 года дебютировал за клуб в матче Второго дивизиона против «Гейнсборо Тринити». В сезоне 1897/98 провёл за команду 17 матчей и забил 12 голов в рамках Второго дивизиона.
В феврале 1898 года перешёл в «Ливерпуль» за 150 фунтов стерлингов. Его дебют за «Ливерпуль» состоялся 12 марта 1898 года в матче Первого дивизиона против «Ноттс Каунти», в нём он отметился забитым мячом. Вскоре стал одним из ключевых игроков «Ливерпуля». В сезоне 1898/99 помог команде занять второе место в лиге. В сезоне 1900/01 забил 10 голов в 32 матчах Первого дивизиона и помог «Ливерпулю» впервые стать чемпионом Англии. По итогам сезона 1903/04 «Ливерпуль» выбыл во Второй дивизион. По окончании сезона Кокс пытался покинуть клуб и перейти в лондонский «Фулхэм», объясняя это желанием быть ближе к своей девушке, которая жила в Лондоне. Футбольная ассоциация Англии отказалась санкционировать трансфер Кокса, и он остался в «Ливерпуле». В сезоне 1904/05 он помог команде выиграть Второй дивизион, а в следующем сезоне во второй раз стал чемпионом Англии. Всего Кокс провёл за «Ливерпуль» 361 матч и забил 80 голов.
В мае 1909 года вернулся в «Блэкпул», став играющим тренером клуба. По завершении сезона 1910/11 покинул пост главного тренера, но продолжал играть за клуб до марта 1912 года, после чего завершил карьеру.

## Карьера в сборной
9 марта 1901 года Кокс дебютировал за национальную сборную Англии в матче против сборной Ирландии на стадионе «Делл» в Саутгемптоне. В той игре англичане одержали победу со счётом 3:0.
5 апреля 1902 года сыграл против сборной Шотландии на стадионе «Айброкс», однако в той игре случилось обрушение трибуны с 25 погибшими, и матч был отменён, а его результат не учитывается в статистике.
3 мая 1902 года Кокс принял участие в переигровке отменённого матча против Шотландии на «Айброкс»: он прошёл на стадионе «Вилла Парк» в Бирмингеме и завершился вничью со счётом 2:2.
4 апреля 1903 года сыграл против Шотландии на стадионе «Брэмолл Лейн» в Шеффилде. В нём англичане проиграли со счётом 1:2.

## Достижения
«Ливерпуль»
- Чемпион Первого дивизиона: 1900/01, 1905/06
- Чемпион Второго дивизиона: 1904/05

Сборная Англии
- Победитель Домашнего чемпионата: 1901, 1903 (разделённая победа)

## Вне футбола
Кокс играл в боулинг на траве (англ. Green bowling), выиграв по нему несколько турниров. Также работал букмекером.
Был женат на Элизабет Барретт, у пары было двое дочерей.
Младший брат Джека Билл также был футболистом. Он умер от ранений, полученных во время Первой мировой войны.